# 20. etape af Giro d'Italia 2018
20. etape af Giro d'Italia 2018 gik fra Susa til Breuil-Cervinia 26. maj 2018. 
Etapen blev vundet af Mikel Nieve. Thibaut Pinot som lå på tredjepladsen fik problemer og forsvandt ud af klassementet.

## Etaperesultater
| \| Etaperesultat \| Etaperesultat \| Etaperesultat \| Etaperesultat \| Etaperesultat \| \| Rytter \| Rytter \| Hold \| Tid \| \| \| ------------- \| ------------------- \| ---------------- \| ------------- \| ------------- \| \| 1. \| Mikel Nieve \| Mitchelton-Scott \| 5t 43' 48" \| \| \| 2. \| Robert Gesink \| LottoNL-Jumbo \| + 2' 17" \| \| \| 3. \| Felix Großschartner \| Bora-Hansgrohe \| + 2' 42" \| \| \| 4. \| Giulio Ciccone \| Bardiani CSF \| + 3' 45" \| \| \| 5. \| Gianluca Brambilla \| Trek-Segafredo \| + 5' 23" \| \| \| 6. \| Wout Poels \| Team Sky \| + 6' 03" \| \| \| 7. \| Chris Froome \| Team Sky \| + 6' 03" \| \| \| 8. \| Davide Formolo \| Bora-Hansgrohe \| + 6' 03" \| \| \| 9. \| Domenico Pozzovivo \| Bahrain-Merida \| + 6' 03" \| \| \| 10. \| Richard Carapaz \| Movistar Team \| + 6' 03" \| \| |                     |                  |            |
| |                     |                  |            |
| Kilde: ProCyclingStats |                     |                  |            |
| Etaperesultat |                     |                  |            |
| Rytter | Rytter              | Hold             | Tid        |
| 1. | Mikel Nieve         | Mitchelton-Scott | 5t 43' 48" |
| 2. | Robert Gesink       | LottoNL-Jumbo    | + 2' 17"   |
| 3. | Felix Großschartner | Bora-Hansgrohe   | + 2' 42"   |
| 4. | Giulio Ciccone      | Bardiani CSF     | + 3' 45"   |
| 5. | Gianluca Brambilla  | Trek-Segafredo   | + 5' 23"   |
| 6. | Wout Poels          | Team Sky         | + 6' 03"   |
| 7. | Chris Froome        | Team Sky         | + 6' 03"   |
| 8. | Davide Formolo      | Bora-Hansgrohe   | + 6' 03"   |
| 9. | Domenico Pozzovivo  | Bahrain-Merida   | + 6' 03"   |
| 10. | Richard Carapaz     | Movistar Team    | + 6' 03"   |

## Samlet
| \| Samlede stilling \| Samlede stilling \| Samlede stilling \| Samlede stilling \| Samlede stilling \| \| Rytter \| Rytter \| Hold \| Tid \| \| \| ---------------- \| ------------------ \| ---------------- \| ---------------- \| ---------------- \| \| 1. \| Chris Froome \| Team Sky \| 86t 11' 50" \| \| \| 2. \| Tom Dumoulin \| Team Sunweb \| + 46" \| \| \| 3. \| Miguel Ángel López \| Astana \| + 4' 57" \| \| \| 4. \| Richard Carapaz \| Movistar Team \| + 5' 44" \| \| \| 5. \| Domenico Pozzovivo \| Bahrain-Merida \| + 8' 03" \| \| \| 6. \| Pello Bilbao \| Astana \| + 11' 50" \| \| \| 7. \| Patrick Konrad \| Bora-Hansgrohe \| + 13' 01" \| \| \| 8. \| George Bennett \| LottoNL-Jumbo \| + 13' 17" \| \| \| 9. \| Sam Oomen \| Team Sunweb \| + 14' 18" \| \| \| 10. \| Davide Formolo \| Bora-Hansgrohe \| + 15' 16" \| \| |                    |                |             |
| |                    |                |             |
| Kilde: ProCyclingStats |                    |                |             |
| Samlede stilling |                    |                |             |
| Rytter | Rytter             | Hold           | Tid         |
| 1. | Chris Froome       | Team Sky       | 86t 11' 50" |
| 2. | Tom Dumoulin       | Team Sunweb    | + 46"       |
| 3. | Miguel Ángel López | Astana         | + 4' 57"    |
| 4. | Richard Carapaz    | Movistar Team  | + 5' 44"    |
| 5. | Domenico Pozzovivo | Bahrain-Merida | + 8' 03"    |
| 6. | Pello Bilbao       | Astana         | + 11' 50"   |
| 7. | Patrick Konrad     | Bora-Hansgrohe | + 13' 01"   |
| 8. | George Bennett     | LottoNL-Jumbo  | + 13' 17"   |
| 9. | Sam Oomen          | Team Sunweb    | + 14' 18"   |
| 10. | Davide Formolo     | Bora-Hansgrohe | + 15' 16"   |

| Pointkonkurrence | Pointkonkurrence  | Pointkonkurrence              | Pointkonkurrence | Pointkonkurrence |
| Rytter           | Rytter            | Hold                          | Point            |                  |
| ---------------- | ----------------- | ----------------------------- | ---------------- | ---------------- |
| 1.               | Elia Viviani      | Quick-Step Floors             | 306 point        |                  |
| 2.               | Sam Bennett       | Bora-Hansgrohe                | 232 point        |                  |
| 3.               | Davide Ballerini  | Androni Giocattoli-Sidermec   | 127 point        |                  |
| 4.               | Simon Yates       | Mitchelton-Scott              | 113 point        |                  |
| 5.               | Marco Frapporti   | Androni Giocattoli-Sidermec   | 111 point        |                  |
| 6.               | Sacha Modolo      | EF Education First-Drapac     | 110 point        |                  |
| 7.               | Danny van Poppel  | LottoNL-Jumbo                 | 107 point        |                  |
| 8.               | Niccolò Bonifazio | Bahrain-Merida                | 93 point         |                  |
| 9.               | Tom Dumoulin      | Team Sunweb                   | 73 point         |                  |
| 10.              | Eugert Zhupa      | Wilier Triestina-Selle Italia | 64 point         |                  |

| Ungdomskonkurrence | Ungdomskonkurrence    | Ungdomskonkurrence          | Ungdomskonkurrence | Ungdomskonkurrence |
| Rytter             | Rytter                | Hold                        | Tid                |                    |
| ------------------ | --------------------- | --------------------------- | ------------------ | ------------------ |
| 1.                 | Miguel Ángel López    | Astana                      | 86t 16' 47"        |                    |
| 2.                 | Richard Carapaz       | Movistar Team               | + 47"              |                    |
| 3.                 | Sam Oomen             | Team Sunweb                 | + 9' 21"           |                    |
| 4.                 | Valerio Conti         | UAE Team Emirates           | + 1t 18' 07"       |                    |
| 5.                 | Fausto Masnada        | Androni Giocattoli-Sidermec | + 1t 21' 16"       |                    |
| 6.                 | Felix Großschartner   | Bora-Hansgrohe              | + 1t 23' 50"       |                    |
| 7.                 | Matej Mohorič         | Bahrain-Merida              | + 1t 35' 21"       |                    |
| 8.                 | Maximilian Schachmann | Quick-Step Floors           | + 1t 36' 39"       |                    |
| 9.                 | Jack Haig             | Mitchelton-Scott            | + 1t 58' 09"       |                    |
| 10.                | Giulio Ciccone        | Bardiani CSF                | + 2t 03' 58"       |                    |

| Bjergkonkurrence | Bjergkonkurrence   | Bjergkonkurrence  | Bjergkonkurrence | Bjergkonkurrence |
| Rytter           | Rytter             | Hold              | Point            |                  |
| ---------------- | ------------------ | ----------------- | ---------------- | ---------------- |
| 1.               | Chris Froome       | Team Sky          | 125 point        |                  |
| 2.               | Giulio Ciccone     | Bardiani CSF      | 108 point        |                  |
| 3.               | Simon Yates        | Mitchelton-Scott  | 91 point         |                  |
| 4.               | Mikel Nieve        | Mitchelton-Scott  | 79 point         |                  |
| 5.               | Thibaut Pinot      | Groupama-FDJ      | 70 point         |                  |
| 6.               | Richard Carapaz    | Movistar Team     | 65 point         |                  |
| 7.               | Tom Dumoulin       | Team Sunweb       | 49 point         |                  |
| 8.               | Esteban Chaves     | Mitchelton-Scott  | 47 point         |                  |
| 9.               | Valerio Conti      | UAE Team Emirates | 42 point         |                  |
| 10.              | Domenico Pozzovivo | Bahrain-Merida    | 40 point         |                  |

| Holdkonkurrence | Holdkonkurrence   | Holdkonkurrence | Holdkonkurrence |
| Hold            | Hold              | Tid             |                 |
| --------------- | ----------------- | --------------- | --------------- |
| 1.              | Sky               | 259t 16' 20"    |                 |
| 2.              | Astana            | + 24' 58"       |                 |
| 3.              | Bora-Hansgrohe    | + 43' 32"       |                 |
| 4.              | Team Sunweb       | + 1t 14' 35"    |                 |
| 5.              | AG2R La Mondiale  | + 1t 30' 32"    |                 |
| 6.              | Movistar Team     | + 1t 39' 45"    |                 |
| 7.              | Lotto NL-Jumbo    | + 1t 47' 01"    |                 |
| 8.              | Mitchelton-Scott  | + 2t 31' 52"    |                 |
| 9.              | UAE Team Emirates | + 2t 33' 27"    |                 |
| 10.             | Groupama-FDJ      | + 2t 34' 04"    |                 |